# Neufelderkoog
Neufelderkoog là một đô thị thuộc huyện Dithmarschen, trong bang Schleswig-Holstein, Đức. Đô thị Neufelderkoog có diện tích 9,76 km².